# یولپاق
یولپاق (به لاتین: Yolpaq) یک منطقه مسکونی در جمهوری آذربایجان است که در شهرستان گران‌بوی واقع شده است. یولپاق ۹۰۴ نفر جمعیت دارد.